# François Leboucher des Longpares
François Jean-Baptiste Leboucher des Longpares est un homme politique français né le 20 février 1750 à Bayeux (Calvados) et mort le 1er mars 1835 dans la même ville.

## Biographie
Juge au tribunal de district de Bayeux, il est élu député du Calvados au Conseil des Cinq-Cents le 24 vendémaire an IV. Il y siège jusqu'à l'an VIII. Il est de nouveau député lors des Cent-Jours, en 1815.

## Sources
« François Leboucher des Longpares », dans Adolphe Robert et Gaston Cougny, Dictionnaire des parlementaires français, Edgar Bourloton, 1889-1891 [détail de l’édition]